# جوني كريسماس
جوني كريسماس (بالإنجليزية: Johnny Christmas)‏ هو لاعب اللاكروس أمريكي، ولد في 16 أغسطس 1982 في Ardmore, Pennsylvania ‏ في الولايات المتحدة.